# Хороший человек (сериал)
«Хороший человек» — российский детективный сериал режиссёра Константина Богомолова, снятый по мотивам реальной истории задержания «ангарского маньяка» Михаила Попкова. Главные роли в нём исполнили Никита Ефремов и Юлия Снигирь. Премьера сериала состоялась 20 августа 2020 года на видеосервисе Start.

## Сюжет
В провинциальный городок Вознесенск приезжает следователь из Москвы Евгения Ключевская. Начальство командировало её с официальной формулировкой «проверить информацию СМИ о существовании серийного убийцы». В Вознесенске москвичку встречают прохладно: как и в любом небольшом городе, здесь ещё с 1990-х сложилась своя экосистема, где все друг с другом в чём-то повязаны и в шкафу каждого припрятано по скелету. Напарником Ключевской становится Иван Крутихин, местный следователь.
В основу сценария легла история ангарского маньяка, претерпевшая серьёзные изменения. Исполнитель главной роли Никита Ефремов рассказал в интервью: «Персонаж, которого я играю, на мой взгляд, существенно отличается и идеологически, и внешне от прототипа». Режиссёр Константин Богомолов утверждает, что «история реального маньяка была в изначальном сценарии, но при подготовке к съёмкам была значительно изменена». Когда Богомолов подключился к работе над проектом, он «уже не ориентировался ни на интервью, ни на историю Попкова».

## В ролях
- Юлия Снигирь — Евгения Глебовна Ключевская, следователь из Москвы
- Никита Ефремов — Иван Крутихин, капитан юстиции, следователь из Вознесенска
- Андрей Бурковский — Борис Лебедев, бывший возлюбленный Евгении
- Игорь Черневич — Павел Анатольевич Лебедев, генерал-майор юстиции, отец Бориса
- Игорь Гордин — Глеб, отец Жени
- Марина Игнатова — Алёна, мать Жени
- Ксения Собчак — Лариса Вереш, бизнесвумен из Вознесенска
- Александра Ребенок — Инга, подруга Жени, начальник отдела экспертиз московского СК
- Валерий Дегтярь — Григорий Семёнович Корбут, владелец завода «Реал-Фарм»
- Василий Реутов — Игорь Антонович Туесевич, начальник следственного управления по Павловской области
- Юрий Павлов — Виктор Заболотный, школьный сторож
- Маруся Фомина — Оксана Пальцева
- Алексей Вертков — Юрий Кожегарь, капитан юстиции
- Илья Дель — Яков Самохин, видеоблогер из Вознесенска
- Константин Мурзенко — Мокуша, таксист
- Дмитрий Куличков — Александр Зайцев, губернатор
- Александр Марин — Владимир Петрович Холодный, школьный учитель
- Елизавета Ищенко — Вера, девчонка-соседка Крутихина
- Игорь Хрипунов — Арсений, отец Веры
- Ольга Бешуля — Марина, мать Веры
- Елена Морозова — Ирина Васильевна Осокина
- Дарья Жовнер — Олеся Осокина
- Игорь Миркурбанов — Макаров, музыкант
- Фёдор Лавров — Валентин Рогатин (Старец Тихон)
- Владимир Храбров — Пётр Вячеславович Долгих, следователь в отставке, отец Ларисы Вереш
- Павел Ворожцов — мужчина в баре
- Антон Табаков — Артём Сергеевич Макаренко, генерал-полковник юстиции, заместитель председателя СК
- Наталья Щукина — Альбина Константиновна, финансовый директор ресторана Ланского
- Артём Михалков — Юрий Васильевич Ланский, судья
- Полина Кутепова — Кононова
- Константин Желдин — сосед владельца «Победы»
- Роман Волобуев — Жорик, сотрудник автосервиса
- Владимир Ершов — Ващенко
- Ольга Лапшина — Марта
- Никита Салопин — Илья Куско, участник ДТП
- Александр Семчев — Геннадий, продавец галош
- Сергей Удовик — Раевский, майор полиции
- Татьяна Лозовая — мать Костылевой
- Злата Феофанова — Женя в детстве

## Производство
О подготовке сериала по мотивам истории ангарского маньяка иркутские СМИ впервые сообщили осенью 2017 года. Тогда сообщалось, что сценарий будет написан на основе реальных событий. Вновь о сериале заговорили в феврале 2018 года: продюсер видеосервиса Start Ирина Сосновая сообщила, что в том же году проект выйдет на экраны. Для разработки проекта Сосновая лично встречалась с Попковым и следователем, который вёл его дело с 2014 года.
В июле 2019 года стало известно, что сериал будет снимать режиссёр Константин Богомолов.
Съёмки начались 23 сентября 2019 года и проходили в Москве и Подмосковье (Лыткарино). Тогда же стало известно, что главные роли исполнят Никита Ефремов и Юлия Снигирь, а также об участии в проекте в качестве актрисы Ксении Собчак. Завершились съёмки 17 февраля 2020 года. 20 мая 2020 года вышел первый трейлер проекта. Основной трейлер сериала был опубликован 10 августа 2020 года.

## Оценки
Портал «Вокруг ТВ» включил «Хорошего человека» в список самых ожидаемых проектов августа 2020 года. Сериал получил в целом положительные отзывы. Егор Москвитин в рецензии в «Esquire» отметил, что «первые две серии „Хорошего человека“ кажутся удачей — так что теперь дело за тем, чтобы драматургическая пружина (соперничество и влечение между сыщицей и убийцей) не распрямилась раньше девятого эпизода», однако уточнил: «это не значит, что „Хороший человек“ безупречен».
Илона Егиазарова с «Вокруг ТВ» написала, что психология героев и то, как они выстраивают отношения, будоражит не хуже детективной интриги; «впору говорить», по её мнению, «о том, что у Богомолова есть фирменный сериальный почерк, и лично меня как зрителя он завораживает — хочется решать эти кроссворды, исследовать пограничные состояния<…>». Она же подчеркнула важность поднятой в сериале темы — домашнего насилия.
Виктория Беликова в рецензии на «Russia Today» отмечает, что решение создателей создать собственную историю, а не концентрироваться на реальных прототипах и событиях, можно назвать удачным — у авторов получилось поднять проблему домашнего насилия и его истоков в целом.
Об определённой социальной миссии сериала, поднимающего важный вопрос отношения к женщинам в обществе, пишет и Вадим Богданов в «Intermedia»: «Отрадно, что наши стриминговые сервисы всё активнее начинают пользоваться своими преимуществами и выносить в сериальном формате на общественный дискурс темы, слишком деликатные для общественного и государственного телевидения». Критик считает, что от актёров «не оторвать глаз», и отмечает отсылки к Ларсу фон Триеру.
Ярослав Забалуев в тексте для «Москвич Mag» тоже положительно отзывается об аллюзиях и отсылках в сериале, уточняя, что «яркие и подчас отвлекающе-саркастичные детали (на титрах первой серии звучит песня Вертинского „Как хорошо без женщин и без фраз“) здесь только усиливают щемящую пронзительность происходящего», а «дуэт главных героев (и особенно невероятная работа Снигирь) безупречно расставляет все акценты».
Многие критики отметили отличную работу с музыкой в сериале. «„Хороший человек“, насколько можно судить по первой серии, <…> балансирует между типичным российским сериалом и почти большим кино. Здесь традиционно качественный саундтрек, отсылающий к „Грузу-200“ (да и вообще очень много балабановщины)», — пишет Анна Филиппова на Кино-театр.ру.
«Сериал выглядит впечатляюще и многообещающе. Это очень своевременная отечественная ответочка финчеровскому „Охотнику за разумом“», — пишет Евгений Ткачёв в материале на «Афише». Критик отмечает, что «по первым ощущениям это одна из главных русских сериальных премьер 2020 года».